# جون بربور (سياسي)
جون س. بربور (بالإنجليزية: John S. Barbour)‏ (و. 1790 – 1855 م) هو سياسي، ومحام من الولايات المتحدة الأمريكية .